# Arsenio Rodríguez
Arsenio Rodríguez, nato Ignacio Arsenio Travieso Scull (Pedro Betancourt, 31 agosto 1911 – Los Angeles, 30 dicembre 1970), è stato un musicista e compositore cubano.

## Biografia
Attivo anche come bandleader, suonava il tres e la tumbadora, ed era specializzato in son cubano, rumba cubana e altri stili di musica tradizionale cubana e afro-cubana. Negli anni '40 e '50 ha riorganizzato il cosiddetto "son conjunto" sviluppandolo in son montuno, più vicino alla moderna salsa. È anche riconosciuto come uno dei creatori del mambo e come prolifico compositore.